# Carlo Calenda
Carlo Calenda (n. 9 aprilie 1973, Roma, Italia) este un politician italian.